# Gran Premio di Napoli 1955
Il Gran Premio di Napoli 1955 è stata una gara extra-campionato di Formula 1 tenutasi l'8 maggio, 1955 sul circuito di Posillipo, a Napoli. La corsa, disputatasi su un totale di 60 giri, fu vinta da Alberto Ascari su Lancia D50.

## Gara

### Resoconto
Il Gran Premio, andato in scena il giorno seguente il BRDC International Trophy di Silverstone, vide l'iscrizione di sole 10 vetture. Partito dalla pole position, Ascari prese subito il comando della corsa seguito da Luigi Musso e Jean Behra su Maserati, il pilota francese ebbe però un incidente nella difficile curva in discesa dopo il traguardo e perse quattro giri per le riparazioni ai box.  Ascari continuò con un ritmo regolare ma in grado di far aumentare gradatamente il suo vantaggio fino alla conquista del secondo successo stagionale. Fu anche l'ultima vittoria in Formula 1 per il pilota milanese che sarebbe scomparso il 26 maggio in un tragico incidente all'Autodromo di Monza testando una vettura Sport.

La partenza della corsa.

### Risultati
| Pos | Nr | Pilota              | Vettura        | Giri | Tempo/Ritiro   |
| --- | -- | ------------------- | -------------- | ---- | -------------- |
| 1   | 6  | Alberto Ascari      | Lancia D50     | 60   | 2h13:03.6      |
| 2   | 16 | Luigi Musso         | Maserati 250F  | 60   | + 1:17.0       |
| 3   | 12 | Luigi Villoresi     | Lancia D50     | 59   | + 1 giro       |
| 4   | 2  | Jean Behra          | Maserati 250F  | 55   | + 5 giri       |
| 5   | 8  | Giorgio Scarlatti   | Ferrari 500    | 54   | + 6 giri       |
| 6   | 4  | Berardo Taraschi    | Ferrari 166    | 53   | + 7 giri       |
| 7   | 14 | Ottorino Volonterio | Maserati A6GCM | 47   | + 13 giri      |
| Rit | 10 | Roberto Mieres      | Maserati 250F  | 23   | Perdita d'olio |
| Rit | 18 | Ted Whiteaway       | HWM-Alta       | 17   | Motore         |
| NP  | 20 | Luigi Bellucci      | Maserati A6GCS |      |                |

## Qualifiche

### Risultati
| Fila     | Pos | Pilota              | Vettura  | Tempo  |
| -------- | --- | ------------------- | -------- | ------ |
| I fila   | 1°  | Alberto Ascari      | Lancia   | 2:08.1 |
|          | 2°  | Luigi Musso         | Maserati | 2:09.5 |
|          | 3°  | Jean Behra          | Maserati | 2:10.9 |
| II fila  | 4°  | Luigi Villoresi     | Lancia   | 2:11.0 |
|          | 5°  | Roberto Mieres      | Maserati | 2:11.9 |
| III fila | 6°  | Luigi Bellucci      | Maserati | 2:26.2 |
|          | 7°  | Giorgio Scarlatti   | Ferrari  | 2:29.6 |
|          | 8°  | Berardo Taraschi    | Ferrari  | 2:29.6 |
| IV fila  | 9°  | Ted Whiteaway       | HWM      | 2:43.4 |
|          | 10° | Ottorino Volonterio | Maserati | 3:01.8 |